# ريجنالد كرايغ
ريجنالد كرايغ (3 أغسطس 1916 بأديلايد في أستراليا - 17 أبريل 1985) (بالإنجليزية: Reginald Craig)‏ هو لاعب كريكت أسترالي.

## وصلات خارجية
- ريجنالد كرايغ على موقع إي آس بي آن كريك إنفو (الإنجليزية)